# 江岛异齿鳚
江岛异齿鳚（学名：Ecsenius yaeyamaensis），又名八重山無鬚鳚、八重山異齒鳚、狗鰷、江島無鬚鳚又名，为鳚科异齿鳚属的鱼类。分布印度西太平洋，從斯里蘭卡到萬那杜, 北至臺灣與八重山群島, 南至澳洲鯊魚灣與大堡礁南方海域，深度0至15公尺，本魚體延長，稍側扁，似圓柱狀；頭鈍短，前鼻孔具1鼻鬚，無眼上鬚及頸鬚，體色淡褐色，在胸鰭基底上的Y形紋，身體散布白色圓斑，背鰭硬棘11-13枚、背軟條13-15枚、臀鰭硬棘2枚、臀鰭軟條14-17枚，體長可達6公分，棲息在水淺的珊瑚礁，以藻類及碎屑為食，具領域性，雌魚產附著性卵，生活習性不明，可做為觀賞魚。该物种的模式产地在西表岛。